# 2009-es konföderációs kupa
A 2009-es konföderációs kupát a Dél-afrikai Köztársaságban rendezték meg 2009. június 14. és június 28. között a 2010-es labdarúgó-világbajnokság bevezetéseként.

## Helyszínek
Négy várost választottak ki a rendezvény helyszínéül:
| Johannesburg             | Pretoria (Tshwane)       | Bloemfontein (Mangaung)  | Rustenburg               |
| ------------------------ | ------------------------ | ------------------------ | ------------------------ |
| Ellis Park Stadion       | Loftus Versfeld Stadion  | Free State Stadion       | Royal Bafokeng Stadion   |
| Befogadóképesség: 61 006 | Befogadóképesség: 50 000 | Befogadóképesség: 48 000 | Befogadóképesség: 42 000 |
|                          |                          |                          |                          |

Eredetileg a Port Elizabeth-i Nelson Mandela Bay Stadion is a helyszínek között szerepelt. Azonban 2008. július 8-án Port Elizabeth visszalépett a rendezéstől, mivel a stadion befejezésének határideje csúszott 2009. március 30-ra.

## Részt vevő csapatok
A "Részvételek száma" oszlop már tartalmazza ezt a konföderációs kupát is.
| Csapat                  | Konföderáció | Kvalifikáció                                 | Kvalifikáció időpontja | Részvételek száma | Legjobb eredmény        |
| ----------------------- | ------------ | -------------------------------------------- | ---------------------- | ----------------- | ----------------------- |
| Dél-afrikai Köztársaság | CAF          | 2010-es labdarúgó-világbajnokság házigazdája | 2004. május 15.        | 2                 | Csoportkör (1997)       |
| Olaszország             | UEFA         | 2006-os labdarúgó-világbajnokság győztese    | 2006. július 9.        | 1                 | –                       |
| Egyesült Államok        | CONCACAF     | 2007-es CONCACAF-aranykupa győztese          | 2007. június 24.       | 4                 | Bronzérem (1992, 1999)  |
| Brazília                | CONMEBOL     | 2007-es Copa América győztese                | 2007. július 15.       | 6                 | Aranyérem (1997, 2005)  |
| Irak                    | AFC          | 2007-es Ázsia-kupa győztese                  | 2007. július 25.       | 1                 | –                       |
| Egyiptom                | CAF          | 2008-as afrikai nemzetek kupája győztese     | 2008. február 10.      | 2                 | Csoportkör (1999)       |
| Spanyolország           | UEFA         | 2008-as labdarúgó-Európa-bajnokság győztese  | 2008. június 29.       | 1                 | –                       |
| Új-Zéland               | OFC          | 2008-as OFC-nemzetek kupája győztese         | 2008. szeptember 6.    | 3                 | Csoportkör (1999, 2003) |

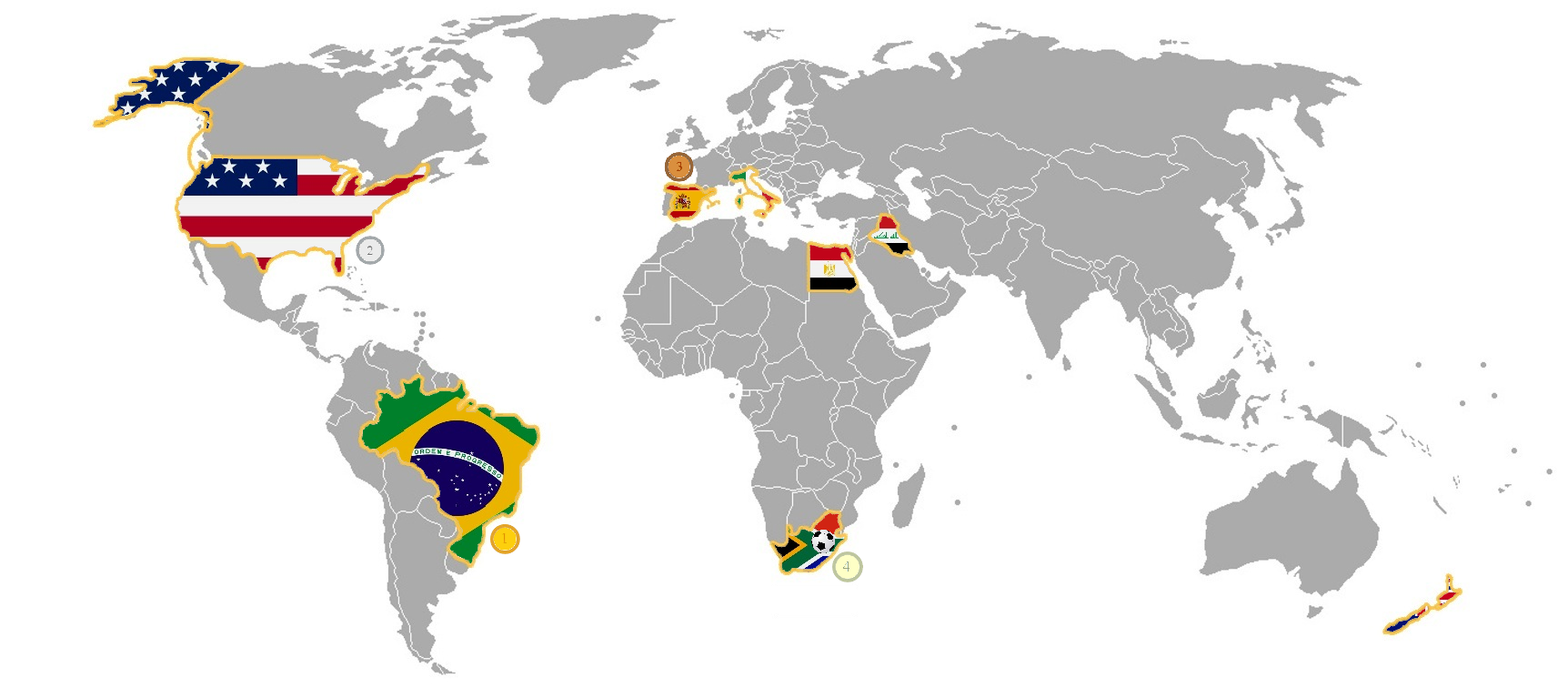
A 2009-es konföderációs kupa csapatai földrészenként.

A csoportok sorsolását 2008. november 22-én tartották a johannesburgi Sandton Kongresszusi Központban. A sorsoláson minden csapatot a 2008-as Miss World versenyen induló honfitársuk képviselte, kivéve Irakot, akit a 2007-es Miss World versenyen szereplő kínai Zhāng Zǐlín képviselt. A csapatokat két kalapba osztották:
- "A" kalap: Dél-Afrika (automatikusan övék volt az A csoport 1. helye), Brazília, Olaszország, Spanyolország
- "B" kalap: Egyesült Államok, Egyiptom, Irak, Új-Zéland

Az azonos konföderációban lévő csapatokat nem lehetett egy csoportba sorsolni. Emiatt Egyiptomnak mindenképpen a B csoportba kellett kerülnie, valamint Olaszország és Spanyolország sem kerülhetett azonos csoportba.

### Keretek
A tornára minden nemzet huszonhárom játékost nevezhetett, akik közül legalább három játékos kapus kellett, hogy legyen.

## Játékvezetők
| Afrika - Coffi Codjia - Eddy Maillet Ázsia - Matthew Breeze Dél-Amerika - Pablo Pozo - Jorge Larrionda | Észak-, Közép-Amerika és a Karibi-térség - Benito Archundia Európa - Howard Webb - Massimo Busacca - Martin Hansson Óceánia - Michael Hester |

## Eredmények
Az időpontok mindig helyi idő szerint (UTC+2) értendőek.

### Csoportkör
A két csoportban minden csapat minden csoportellenfelével egy mérkőzést játszott, és ezen mérkőzések után alakult ki a csoportok végső sorrendje. A győzelem három, míg a döntetlen egy pontot ért. Ha két vagy több csapat azonos ponttal állt, az alábbiak alapján volt meghatározható a sorrend:
1. összesített gólkülönbség
2. az összes mérkőzésen szerzett több gól
3. az érintett csapatok mérkőzésein szerzett több pont
4. az érintett csapatok mérkőzései alapján összesített gólkülönbség
5. az érintett csapatok mérkőzésein szerzett több gól
6. sorsolás

A csoportok első két helyezettje jutott tovább az elődöntőkbe.

#### A csoport
| Csapat                  | M | Gy | D | V | G+ | G– | Gk | P |
| ----------------------- | - | -- | - | - | -- | -- | -- | - |
| Spanyolország           | 3 | 3  | 0 | 0 | 8  | 0  | +8 | 9 |
| Dél-afrikai Köztársaság | 3 | 1  | 1 | 1 | 2  | 2  | 0  | 4 |
| Irak                    | 3 | 0  | 2 | 1 | 0  | 1  | –1 | 2 |
| Új-Zéland               | 3 | 0  | 1 | 2 | 0  | 7  | –7 | 1 |

Továbbjutás:
- Spanyolország 2009. június 17-én továbbjutott az elődöntőbe.
- Dél-Afrika 2009. június 20-án továbbjutott az elődöntőbe.
- Irak 2009. június 20-án kiesett.
- Új-Zéland 2009. június 17-én kiesett.

| 2009. június 14. 16:00 |

| Dél-afrikai Köztársaság | 0–0         | Irak |
| ----------------------- | ----------- | ---- |
|                         | Jegyzőkönyv |      |

| Ellis Park Stadion, Johannesburg Nézőszám: 52 552 Játékvezető: Larrionda (uruguayi) |

| 2009. június 14. 20:30 |

| Új-Zéland | 0–5               | Spanyolország                            |
| --------- | ----------------- | ---------------------------------------- |
|           | (0–4) Jegyzőkönyv | Torres 6' 14' 17' Fàbregas 24' Villa 48' |

| Royal Bafokeng Stadion, Rustenburg Nézőszám: 21 649 Játékvezető: Codjia (benini) |

| 2009. június 17. 16:00 |

| Spanyolország | 1–0               | Irak |
| ------------- | ----------------- | ---- |
| Villa 55'     | (0–0) Jegyzőkönyv |      |

| Free State Stadion, Bloemfontein Nézőszám: 30 512 Játékvezető: Breeze (ausztrál) |

| 2009. június 17. 20:30 |

| Dél-afrikai Köztársaság | 2–0               | Új-Zéland |
| ----------------------- | ----------------- | --------- |
| Parker 21' 52'          | (1–0) Jegyzőkönyv |           |

| Royal Bafokeng Stadion, Rustenburg Nézőszám: 36 598 Játékvezető: Archundia (mexikói) |

| 2009. június 20. 20:30 |

| Irak | 0–0         | Új-Zéland |
| ---- | ----------- | --------- |
|      | Jegyzőkönyv |           |

| Ellis Park Stadion, Johannesburg Nézőszám: 23 295 Játékvezető: Webb (angol) |

| 2009. június 20. 20:30 |

| Spanyolország          | 2–0               | Dél-afrikai Köztársaság |
| ---------------------- | ----------------- | ----------------------- |
| Villa 52' Llorente 72' | (0–0) Jegyzőkönyv |                         |

| Free State Stadion, Bloemfontein Nézőszám: 38 212 Játékvezető: Pozo (chilei) |

#### B csoport
| Csapat           | M | Gy | D | V | G+ | G– | Gk | P |
| ---------------- | - | -- | - | - | -- | -- | -- | - |
| Brazília         | 3 | 3  | 0 | 0 | 10 | 3  | +7 | 9 |
| Egyesült Államok | 3 | 1  | 0 | 2 | 4  | 6  | –2 | 3 |
| Olaszország      | 3 | 1  | 0 | 2 | 3  | 5  | –2 | 3 |
| Egyiptom         | 3 | 1  | 0 | 2 | 4  | 7  | –3 | 3 |

- az Egyesült Államok, Olaszország és Egyiptom sorrendjét az összesített gólkülönbség, valamint a rúgott gólok száma határozta meg.

Továbbjutás:
- Brazília 2009. június 21-én továbbjutott az elődöntőbe.
- Az Egyesült Államok 2009. június 21-én továbbjutott az elődöntőbe.
- Olaszország 2009. június 21-én kiesett.
- Egyiptom 2009. június 21-én kiesett.

| 2009. június 15. 16:00 |

| Brazília                                         | 4–3               | Egyiptom                               |
| ------------------------------------------------ | ----------------- | -------------------------------------- |
| Kaká 5' 90' (11-esből) Luís Fabiano 12' Juan 37' | (3–1) Jegyzőkönyv | Zídán 9' 55' Savki 54' al-Muhamadi 89′ |

| Free State Stadion, Bloemfontein Nézőszám: 27 851 Játékvezető: Webb (angol) |

| 2009. június 15. 20:30 |

| Egyesült Államok                 | 1–3               | Olaszország                  |
| -------------------------------- | ----------------- | ---------------------------- |
| Clark 33′ Donovan 41' (11-esből) | (1–0) Jegyzőkönyv | Rossi 58' 90+4' De Rossi 72' |

| Loftus Versfeld Stadion, Pretoria Nézőszám: 34 341 Játékvezető: Pozo (chilei) |

| 2009. június 18. 16:00 |

| Egyesült Államok | 0–3               | Brazília                              |
| ---------------- | ----------------- | ------------------------------------- |
| Kljestan 57′     | (0–2) Jegyzőkönyv | Felipe Melo 7' Robinho 20' Maicon 62' |

| Loftus Versfeld Stadion, Pretoria Nézőszám: 39 617 Játékvezető: Busacca (svájci) |

| 2009. június 18. 20:30 |

| Egyiptom   | 1–0               | Olaszország |
| ---------- | ----------------- | ----------- |
| Homosz 40' | (1–0) Jegyzőkönyv |             |

| Ellis Park Stadion, Johannesburg Nézőszám: 52 150 Játékvezető: Hansson (svéd) |

| 2009. június 21. 20:30 |

| Olaszország | 0–3               | Brazília                                 |
| ----------- | ----------------- | ---------------------------------------- |
|             | (0–3) Jegyzőkönyv | Luís Fabiano 37' 43' Dossena 45' (öngól) |

| Loftus Versfeld Stadion, Pretoria Nézőszám: 41 195 Játékvezető: Archundia (mexikói) |

| 2009. június 21. 20:30 |

| Egyiptom | 0–3               | Egyesült Államok                   |
| -------- | ----------------- | ---------------------------------- |
|          | (0–1) Jegyzőkönyv | Davies 21' Bradley 63' Dempsey 71' |

| Royal Bafokeng Stadion, Rustenburg Nézőszám: 23 140 Játékvezető: Hester (új-zélandi) |

### Egyenes kieséses szakasz
A szabályok értelmében ha ezeken a mérkőzéseken a rendes játékidőben döntetlen eredmény született, akkor kétszer tizenöt perces hosszabbítás következett, melyet mindenképpen végigjátszottak. Ha ez után is döntetlen volt az állás, büntetőpárbaj döntött a győztesről.
|  |                           |                         |           |                           |   |                  |                  |       |
|  | Elődöntők                 | Elődöntők               | Elődöntők |                           |   | Döntő            | Döntő            | Döntő |
|  | Elődöntők                 | Elődöntők               | Elődöntők |                           |   | Döntő            | Döntő            | Döntő |
|  | június 24. – Bloemfontein |                         |           |                           |   |                  |                  |       |
|  |                           |                         |           |                           |   |                  |                  |       |
|  | A1                        | Spanyolország           | 0         |                           |   |                  |                  |       |
|  | A1                        | Spanyolország           | 0         | június 28. – Johannesburg |   |                  |                  |       |
|  | B2                        | Egyesült Államok        | 2         |                           |   |                  |                  |       |
|  | B2                        | Egyesült Államok        | 2         |                           |   | Egyesült Államok | Egyesült Államok | 2     |
|  | június 25. – Johannesburg |                         |           |                           |   | Egyesült Államok | Egyesült Államok | 2     |
|  |                           |                         | Brazília  | Brazília                  | 3 |                  |                  |       |
|  | B1                        | Brazília                | Brazília  | Brazília                  | 3 | 1                |                  |       |
|  | B1                        | Brazília                |           |                           |   |                  |                  |       |
|  | A2                        | Dél-afrikai Köztársaság | 0         |                           |   |                  |                  |       |
|  | A2                        | Dél-afrikai Köztársaság | 0         | Bronzmérkőzés             |   |                  |                  |       |
|  |                           |                         |           |                           |   |                  |                  |       |
|  | június 28. – Rustenburg   |                         |           |                           |   |                  |                  |       |
|  |                           |                         |           |                           |   |                  |                  |       |
|  | Spanyolország (h.u.)      | Spanyolország (h.u.)    | 3         |                           |   |                  |                  |       |
|  | Spanyolország (h.u.)      | Spanyolország (h.u.)    | 3         |                           |   |                  |                  |       |
|  | Dél-afrikai Köztársaság   | Dél-afrikai Köztársaság | 2         |                           |   |                  |                  |       |
|  | Dél-afrikai Köztársaság   | Dél-afrikai Köztársaság | 2         |                           |   |                  |                  |       |

#### Elődöntők
| 2009. június 24. 20:30 |

| Spanyolország | 0–2               | Egyesült Államok                     |
| ------------- | ----------------- | ------------------------------------ |
|               | (0–1) Jegyzőkönyv | Altidore 27' Dempsey 74' Bradley 87′ |

| Free State Stadion, Bloemfontein Nézőszám: 35 369 Játékvezető: Larrionda (uruguayi) |

| 2009. június 25. 20:30 |

| Brazília         | 1–0               | Dél-afrikai Köztársaság |
| ---------------- | ----------------- | ----------------------- |
| Daniel Alves 88' | (0–0) Jegyzőkönyv |                         |

| Ellis Park Stadion, Johannesburg Nézőszám: 48 049 Játékvezető: Busacca (svájci) |

#### 3. helyért
| 2009. június 28. 15:00 |

| Spanyolország                  | 3–2 (h. u.)            | Dél-afrikai Köztársaság |
| ------------------------------ | ---------------------- | ----------------------- |
| Güiza 88' 89' Xabi Alonso 107' | (2–2, 0–0) Jegyzőkönyv | Mphela 73' 90+3'        |

| Royal Bafokeng Stadion, Rustenburg Nézőszám: 31 788 Játékvezető: Breeze (ausztrál) |

#### Döntő
| 2009. június 28. 20:30 |

| Egyesült Államok        | 2–3               | Brazília                       |
| ----------------------- | ----------------- | ------------------------------ |
| Dempsey 10' Donovan 27' | (2–0) Jegyzőkönyv | Luís Fabiano 46' 74' Lúcio 84' |

| Ellis Park Stadion, Johannesburg Nézőszám: 52 291 Játékvezető: Hansson (svéd) |

| 2009-es konföderációs kupa bajnoka: |
| ----------------------------------- |
| BRAZÍLIA 3. cím                     |

## Gólszerzők
Alapvető sorrend: gólok száma (csökkenő); gólpasszok száma (csökkenő); játszott percek (növekvő); országnév; játékosnév.
| Helyezés | Játékos           | Nemzet                  | Gólok | Gólpasszok | Játszott percek | Percek / gól |
| -------- | ----------------- | ----------------------- | ----- | ---------- | --------------- | ------------ |
| 1.       | Luís Fabiano      | Brazília                | 5     | 0          | 428'            | 85' 35"      |
| 2.       | Fernando Torres   | Spanyolország           | 3     | 1          | 367'            | 122' 19"     |
| 3.       | David Villa       | Spanyolország           | 3     | 1          | 371'            | 123' 40"     |
| 4.       | Clint Dempsey     | Egyesült Államok        | 3     | 1          | 448'            | 149' 20"     |
| 5.       | Kaká              | Brazília                | 2     | 2          | 429'            | 214' 30"     |
| 6.       | Landon Donovan    | Egyesült Államok        | 2     | 1          | 450'            | 225'         |
| 7.       | Kathlego Mphela   | Dél-afrikai Köztársaság | 2     | 0          | 57'             | 28' 30"      |
| 8.       | Daniel Güiza      | Spanyolország           | 2     | 0          | 79'             | 39' 30"      |
| 9.       | Giuseppe Rossi    | Olaszország             | 2     | 0          | 143'            | 71' 30"      |
| 10.      | Mohamed Zídán     | Egyiptom                | 2     | 0          | 147'            | 73' 30"      |
| 11.      | Bernard Parker    | Dél-afrikai Köztársaság | 2     | 0          | 465'            | 232' 30"     |
| 12.      | Maicon            | Brazília                | 1     | 3          | 360'            | 360'         |
| 13.      | Cesc Fàbregas     | Spanyolország           | 1     | 2          | 248'            | 248'         |
| 14.      | Charlie Davies    | Egyesült Államok        | 1     | 1          | 265'            | 265'         |
| 15.      | Robinho           | Brazília                | 1     | 1          | 422'            | 422'         |
| 16.      | Fernando Llorente | Spanyolország           | 1     | 0          | 69'             | 69'          |
| 17.      | Mohamed Homosz    | Egyiptom                | 1     | 0          | 90'             | 90'          |
| 18.      | Juan              | Brazília                | 1     | 0          | 114'            | 114'         |
| 19.      | Daniel Alves      | Brazília                | 1     | 0          | 122'            | 122'         |
| 20.      | Daniele De Rossi  | Olaszország             | 1     | 0          | 270'            | 270'         |
| 21.      | Mohamed Savki     | Egyiptom                | 1     | 0          | 270'            | 270'         |
| 22.      | Jozy Altidore     | Egyesült Államok        | 1     | 0          | 353'            | 353'         |
| 23.      | Michael Bradley   | Egyesült Államok        | 1     | 0          | 357'            | 357'         |
| 24.      | Xabi Alonso       | Spanyolország           | 1     | 0          | 390'            | 390'         |
| 25.      | Lúcio             | Brazília                | 1     | 0          | 430'            | 430'         |
| 26.      | Felipe Melo       | Brazília                | 1     | 0          | 450'            | 450'         |

Forrás: FIFA.com Archiválva 2009. június 18-i dátummal a Wayback Machine-ben

### Öngólok
| Játékos        | Nemzet      | Gólok | Ellenfél |
| -------------- | ----------- | ----- | -------- |
| Andrea Dossena | Olaszország | 1     | Brazília |

## Végeredmény
Az első négy helyezett utáni sorrend nem tekinthető hivatalosnak, mivel ezekért a helyekért nem játszottak mérkőzéseket. Ezért e helyezések meghatározásához az alábbiak lettek figyelembe véve:
1. több pont
2. jobb gólkülönbség

A hazai csapat eltérő háttérszínnel kiemelve.
| Helyezés | Nemzet                  | M | Gy | D | V | G+ | G– | Gk | P  |
| -------- | ----------------------- | - | -- | - | - | -- | -- | -- | -- |
| Arany    | Brazília                | 5 | 5  | 0 | 0 | 14 | 5  | +9 | 15 |
| Ezüst    | Egyesült Államok        | 5 | 2  | 0 | 3 | 8  | 9  | –1 | 6  |
| Bronz    | Spanyolország           | 5 | 4  | 0 | 1 | 11 | 4  | +7 | 12 |
| 4.       | Dél-afrikai Köztársaság | 5 | 1  | 1 | 3 | 4  | 6  | –2 | 4  |
|          |                         |   |    |   |   |    |    |    |    |
| 5.       | Olaszország             | 3 | 1  | 0 | 2 | 3  | 5  | –2 | 3  |
| 6.       | Egyiptom                | 3 | 1  | 0 | 2 | 4  | 7  | –3 | 3  |
| 7.       | Irak                    | 3 | 0  | 2 | 1 | 0  | 1  | –1 | 2  |
| 8.       | Új-Zéland               | 3 | 0  | 1 | 2 | 0  | 7  | –7 | 1  |

## Különdíjak
A torna végén külön díjazásban részesültek a legjobb játékosok, a legjobb góllövők, a legjobb kapus, valamint a legsportszerűbb csapat.
Legjobb játékosok:
- Aranylabda:  Kaká
- Ezüstlabda:  Luís Fabiano
- Bronzlabda:  Clint Dempsey

Legjobb góllövők:
- Aranycipő:  Luís Fabiano
- Ezüstcipő:  Fernando Torres
- Bronzcipő:  David Villa

Legjobb kapus:
- Aranykesztyű:  Tim Howard

Legsportszerűbb csapat:
- FIFA Fair Play-díj:  Brazília

## Lásd még
- 2010-es labdarúgó-világbajnokság